# 振鷺亭
振鷺亭（しんろてい、生年不明 - 文化12年11月23日〈1815年12月23日〉）は、江戸時代の戯作者、浮世絵師。本名は猪狩貞居。通称は与兵衛。別号に浜町亭、関東米、丁子匂人など。

## 来歴
江戸久松町（本船町とも）の家主の家に生まれて家督を継いだが、放蕩のために家主を辞して浅草に住む。若い頃に鳥居清長に絵を学び、洒落本の絵は自画とされる。草稿『針供養御事始』が現存し、絵師としての技量の高さがうかがえる。
寛政元年（1789年）より戯作を書き始め、以後文化期にかけて洒落本、滑稽本、合巻など40部以上の作品を世に出した。当時、山東京伝や曲亭馬琴と並べられるなど高い評価を得ていた。洒落本執筆に際して、山東京伝に私淑していたが、1791年（寛政3年）に京伝の筆禍事件が起こり、中本型洒落本に活路を見出す。1804年（文化元年）に一時期戯作執筆を断念した後、再び戯作の執筆を再開する。しかし、滑稽本は十返舎一九の亜流、合巻も筋を追うだけのもので、作品としての精彩を欠いた。
1810年（文化10年）頃に川崎大師河原塩浜へと移住し、手習いの師匠をして暮らした。1816年（文化13年）刊行の往来物『実語教童子教証註』は、その関係で上梓されたともいわれる。1819年（文政2年）頃、泥酔した状態で堰に落ちて溺死したという。墓所は神奈川県川崎市の大徳寺と伝わるが、墓碑は現存しない。
性格に癖があったものの、森島中良や式亭三馬、五代目市川團十郎と親交があった。団十郎改名祝いの狂歌集『御江都錺鰕』に狂歌を寄せる一方、団十郎から読本『本朝別女伝』の序文をもらった。
為永春水は「二代目振鷺亭主人」の名で合巻『十種香萩白露』に序文を寄せており、また滑稽本『滑稽鄙談息子気質』の序文にも「振鷺亭主人」と署名し、2世振鷺亭を名乗った。春水が振鷺亭に似た落款を使ったことから、師弟関係にあったとされているが、春水がどのようないきさつで振鷺亭と師弟関係を持つに至ったのかについては明らかではない。

## 作品
洒落本
- 『自惚鏡』 - 寛政元年
- 『翁曾我』- 寛政8年
- 『見通三世相』 - 寛政年間
- 『意妓口』 - 寛政11年

噺本
- 『振鷺亭噺日記』 - 寛政3年序、文政6年刊行

読本
- 『いろは酔故伝』 - 寛政6年
- 『一二草』 - 寛政7年
- 『春夏秋冬春之巻』 - 文化3年
- 『千代嚢媛七変化物語』 - 文化5年

滑稽本
- 『今西行吾妻旅路』 - 文化10年

合巻
- 『鰻谷歌舞伎筋書』 - 文化11年